# Novalesa
Novalesa (Novalèisa in piemontese, Nonalésa in francoprovenzale, Novalaise in francese) è un comune italiano di 518 abitanti della città metropolitana di Torino in Piemonte, sede dell'omonima abbazia benedettina fondata nel 726. Si trova in val Cenischia, valle tributaria in sinistra della val di Susa, ai piedi del Colle del Moncenisio.

## Storia

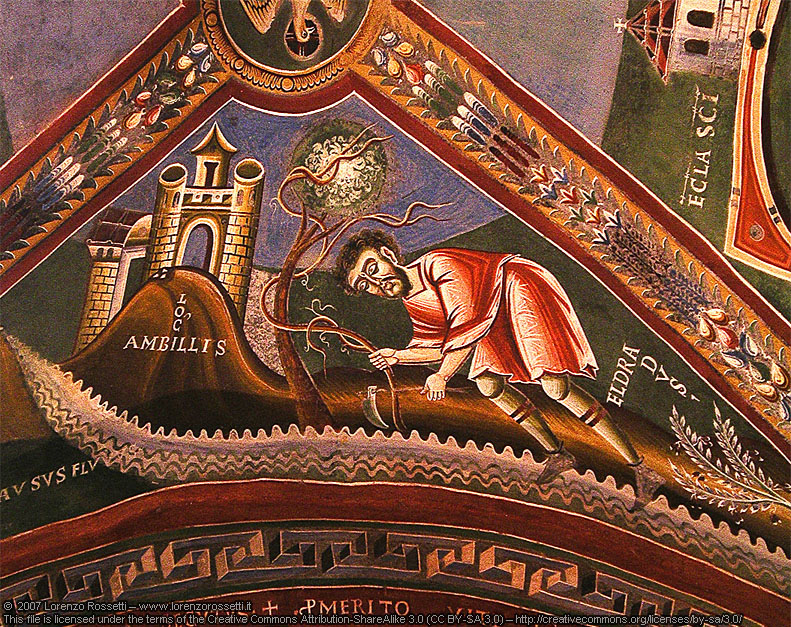
Vita di Sant'Eldrado affrescata nell'omonima cappella nel parco dell'abbazia nell'XI secolo

Ancora oggi il paese è costruito di fronte all'abbazia di Novalesa, che nel suo splendido isolamento in mezzo ai prati del versante ovest della Val Cenischia, per tredici secoli è stata il cardine della vita del paese.

### Un borgo di strada
Con la sua tipica architettura alpina, Novalesa è un borgo di strada costruito attorno alla Via Maestra, parte della strada antica di Francia che dal Medioevo (con la fondazione dell'abbazia di Novalesa da parte dei Franchi nel 726) al XIX secolo conduceva al Colle del Moncenisio. Il passaggio della strada internazionale faceva del paese di Novalesa e delle sue locande un posto tappa fondamentale ai piedi del valico, decretandone la fortuna economica e lasciando in loco pregevoli opere d'arte alpina.

### Piè del Monte
Tra XII e XIII secolo, sulla frequentata Via Francigena, alla base del valico alpino del Moncenisio un edificio ecclesiastico preesistente alla chiesa parrocchiale e ora sconsacrato veniva già indicato come S. Maria ad Pedem Montis Cenisii, o S. Maria de Pedemontio.

### Simboli
Il gonfalone è un drappo rettangolare interzato in fascia di verde, di bianco e di rosso; il bianco caricato dello stemma comunale.

## Monumenti e luoghi d'interesse
Diversi i luoghi interessanti in questo paese della val Cenischia.

### Abbazia di Novalesa
Fra i prati di fronte all'abitato spicca l'abbazia della Novalesa, risalente al 726 d.C. e attorniata da antichissime cappelle poste fra i prati. Fondata dai Franchi ai piedi del Colle del Moncenisio a servizio della Via Francigena, è stata da poco restaurata e ospita, oltre alla pregevole cappella affrescata di S. Eldrado (XI secolo, con un doppio ciclo su Eldrado e su San Nicola di Bari, uno dei primi esempi in Europa occidentale), nota a livello internazionale, un museo archeologico e un museo di restauro del libro.
Presso l'abbazia è stata rinvenuta la sepoltura di un uomo corredata da una conchiglia, probabilmente un pellegrino di ritorno da Santiago di Compostela.

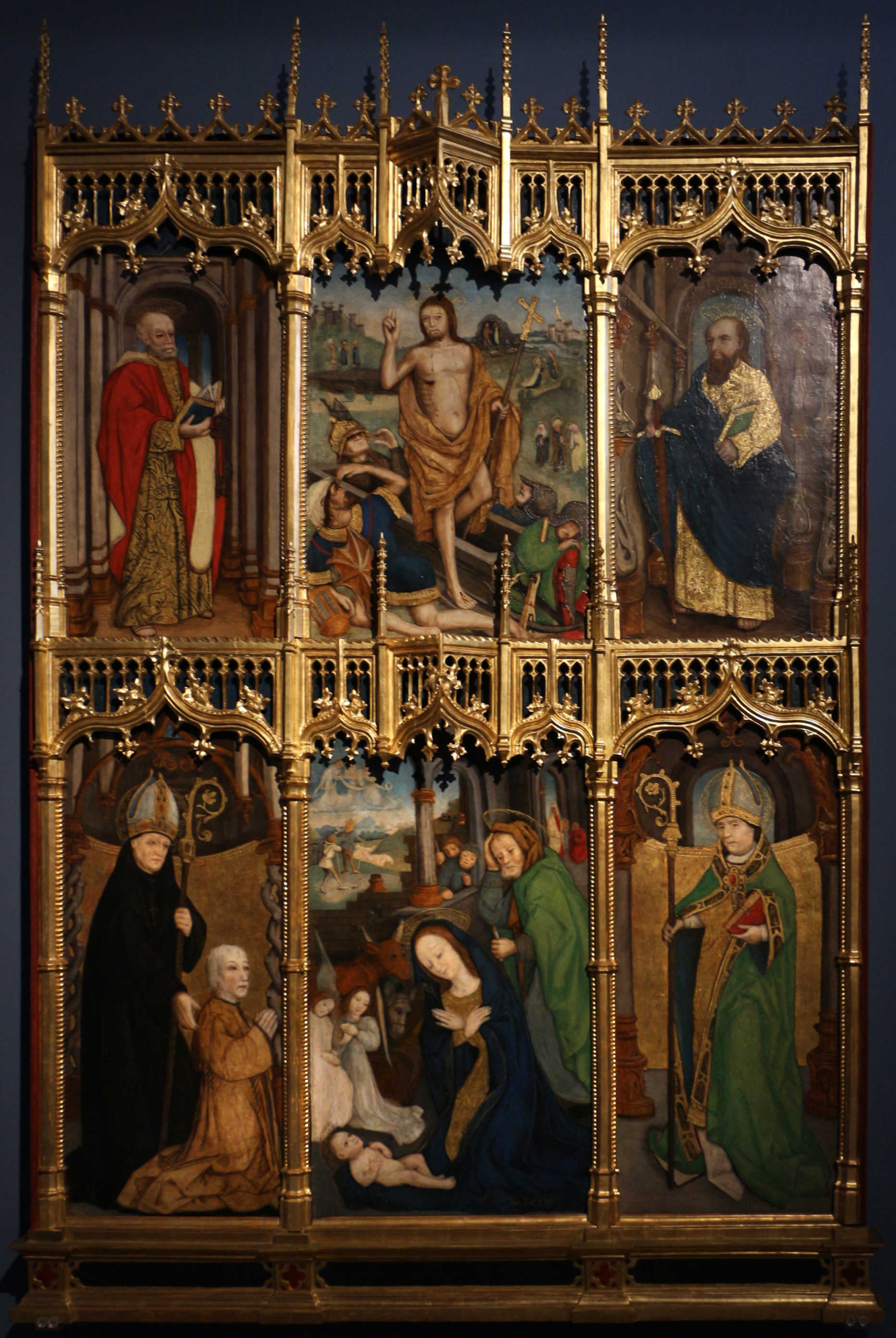
Antoine de Lonhy (bottega), polittico della Natività, 1500 ca. (Novalesa, chiesa di Santo Stefano)

### Chiesa parrocchiale di Santo Stefano Protomartire
La chiesa parrocchiale di Santo Stefano in centro paese con il museo diocesano d'arte sacra ospita opere dall'VIII secolo al XVIII secolo, in parte provenienti dalla soppressione dell'abbazia di Novalesa.

### Museo etnografico
Il piccolo museo etnografico locale è situato lungo la Via Maestra anticamente percorsa dai pellegrini della Via Francigena e dai mercanti. Conserva al suo interno oggetti e ambienti tipici della civiltà rurale che ha contraddistinto il borgo sino a tutto il XX secolo.

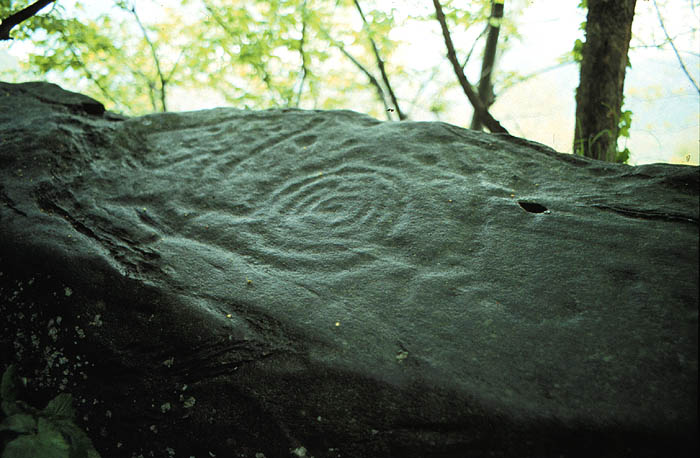
Novalesa, incisione rupestre

### Incisioni rupestri
A testimonianza dell'antichissima frequentazione del luogo e dei suoi pascoli alpini, si trovano in loco numerose incisioni rupestri.

### Locanda medioevaleCasa degli affreschi
La Casa degli affreschi recentemente recuperata dal comune che l'ha acquisita al patrimonio municipale, è un'ex locanda medioevale con un doppio ambiente interno ben conservato. Si conosce un solo altro caso nelle Alpi di ambiente di questo tipo conservatosi, in Val Pusteria, oltre ad uno cittadino a Moncalieri. Probabilmente da identificare con la Locanda della Croce Bianca citata nei documenti a partire dal XIV secolo, presenta in facciata affreschi con gli stemmi delle regioni europee di provenienza e di destinazione degli avventori della locanda, punto tappa della Via Francigena, variante del Moncenisio e che sfruttava la collocazione del paese alla base del Colle del Moncenisio. Internamente, la Casa presenta decorazioni geometriche a fresco con scritte lasciate dagli avventori nel corso del tempo. Durante i restauri è stata rinvenuta la scritta di un pellegrino di origine polacca.

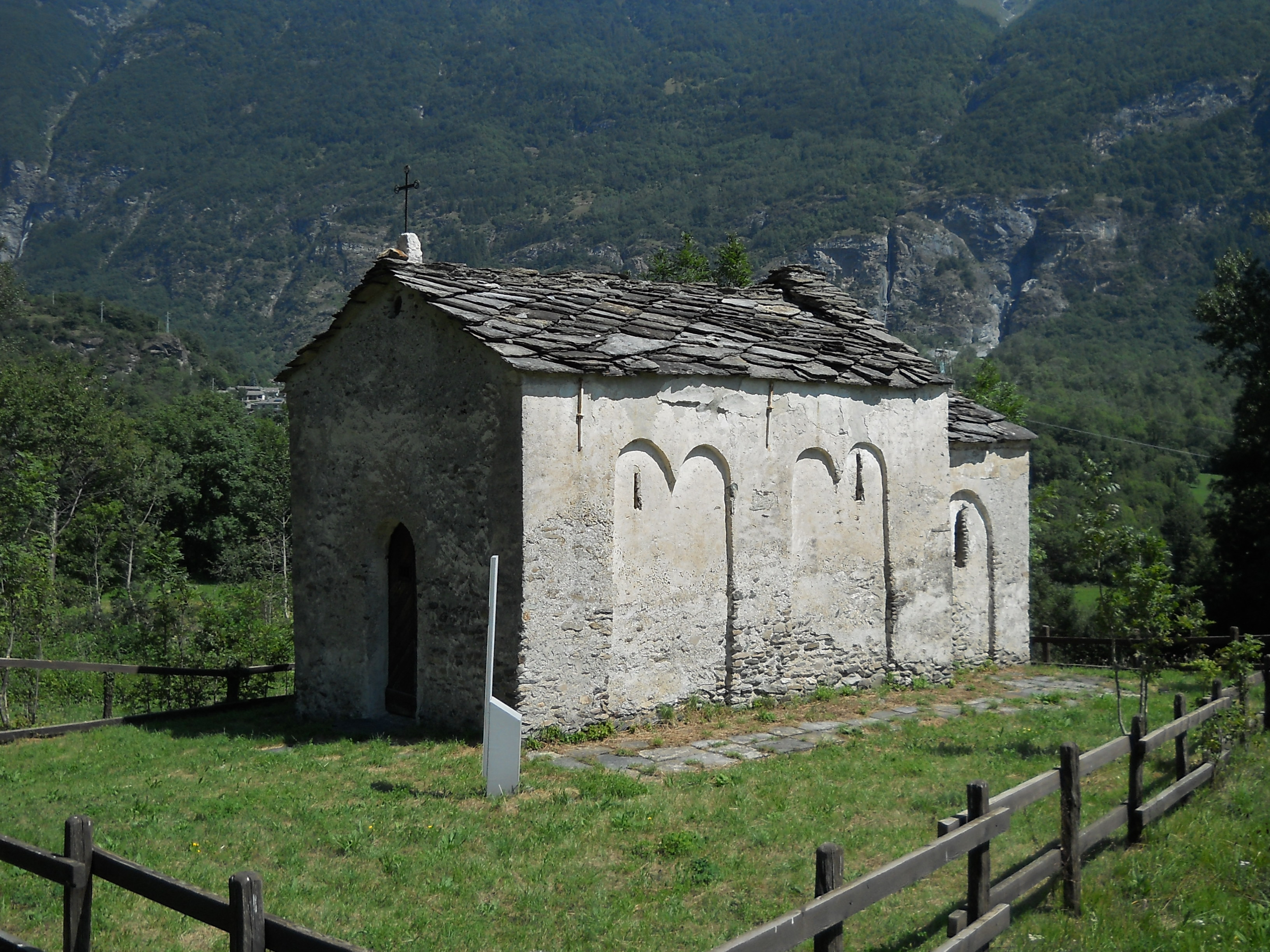
Abbazia di Novalesa, cappella di Santa Maria
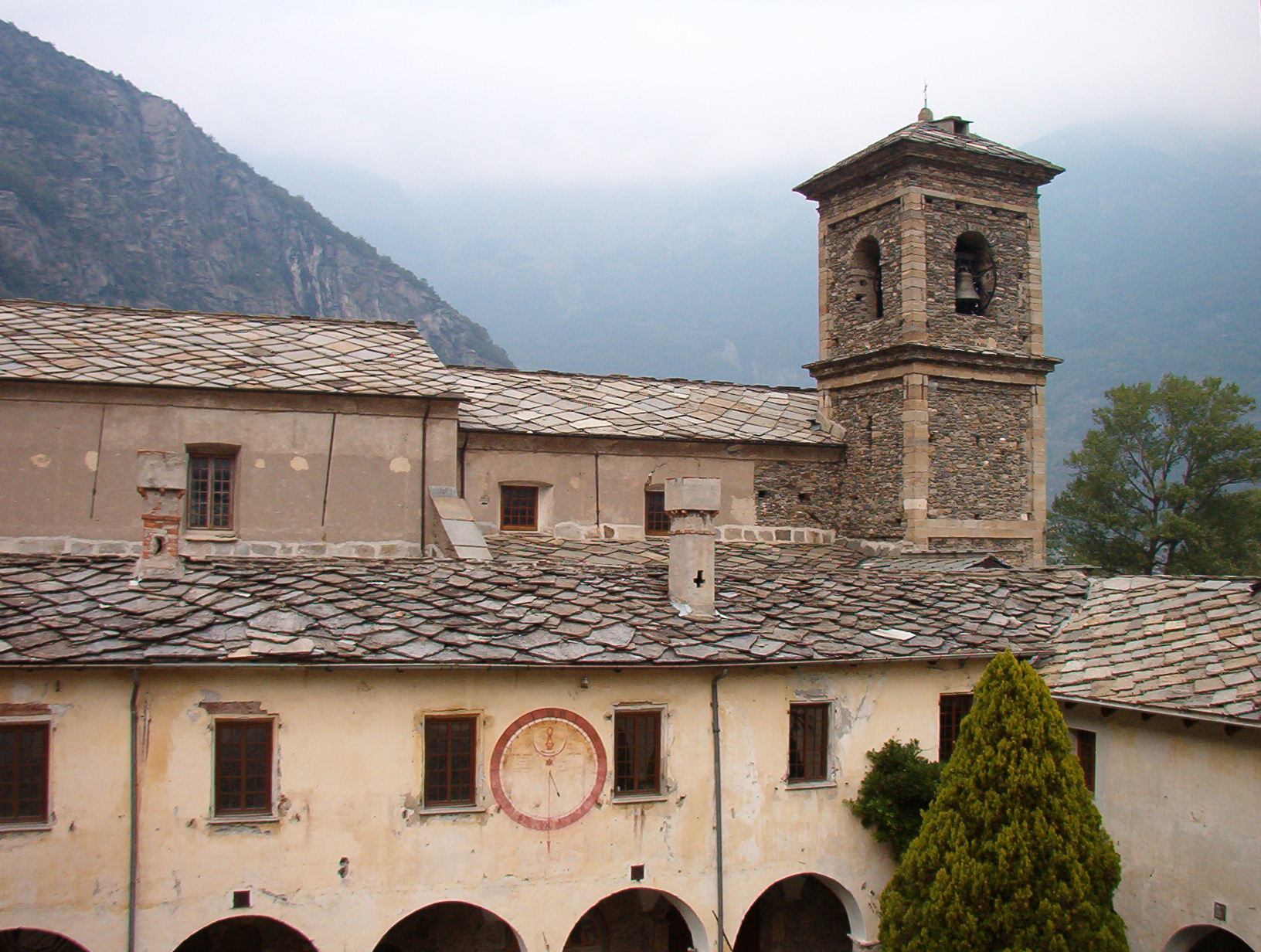
Abbazia di Novalesa
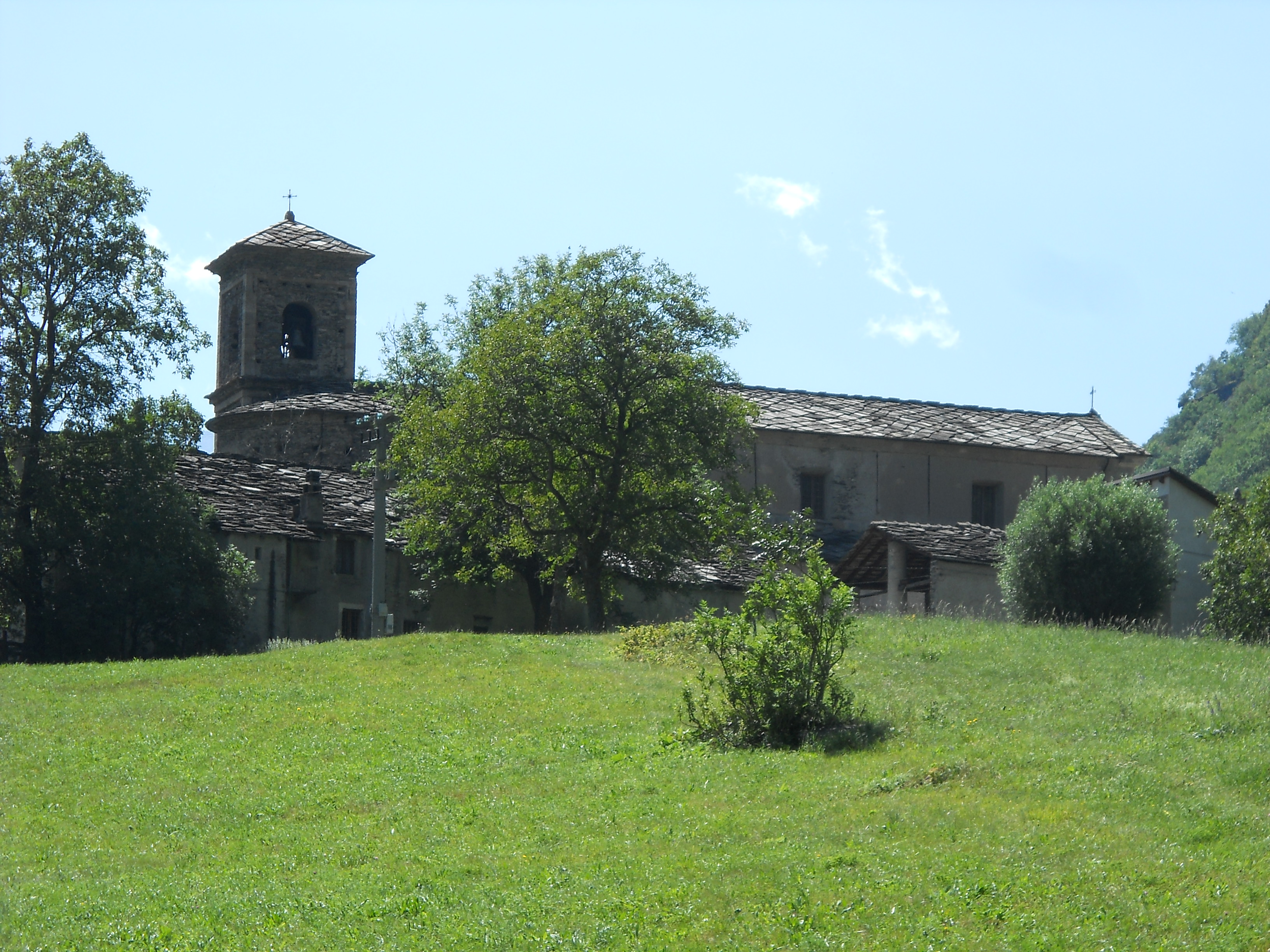
Abbazia di Novalesa
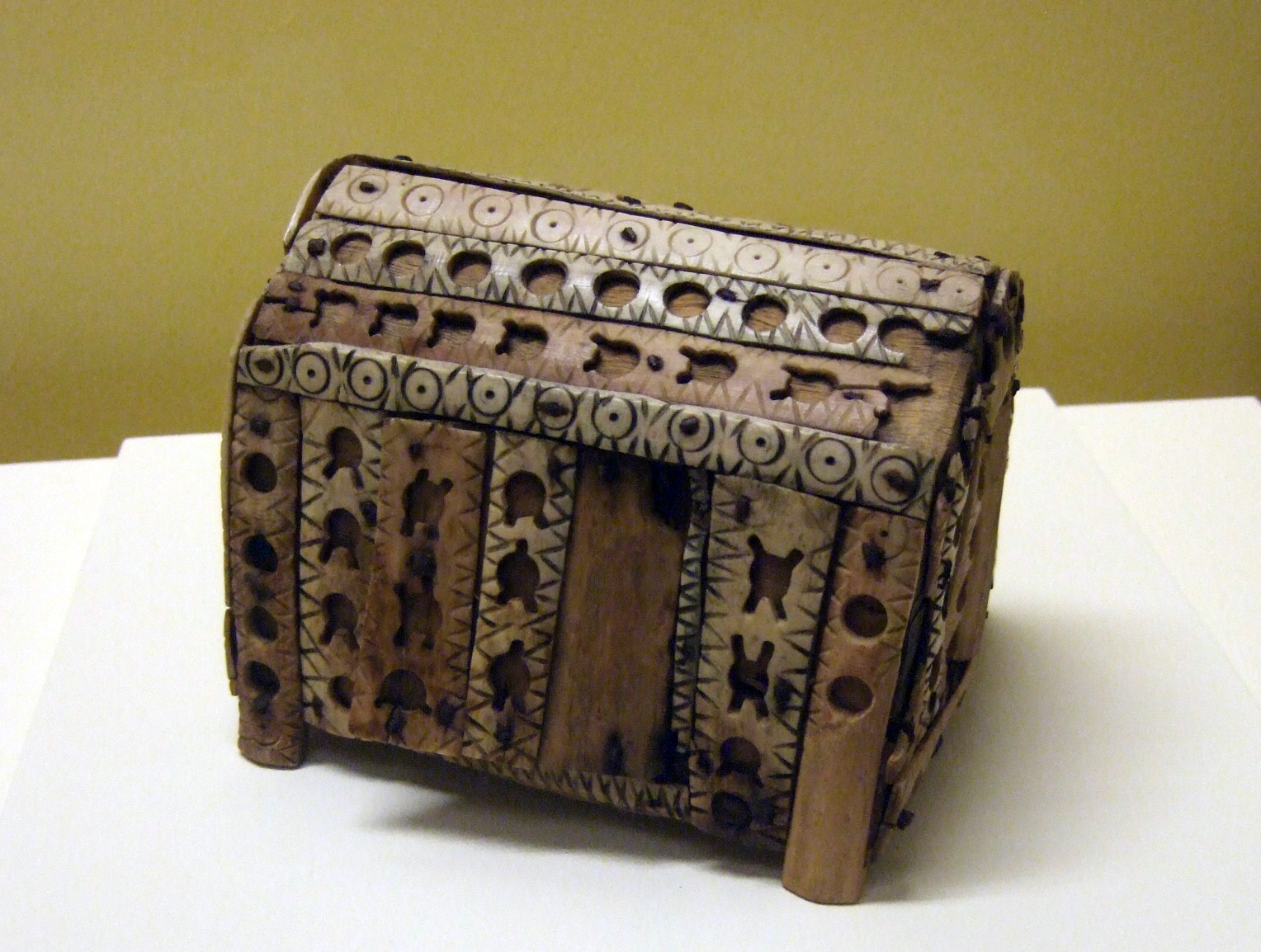
Museo diocesano d'arte sacra (Novalesa), reliquiario franco-longobardo

### Musei

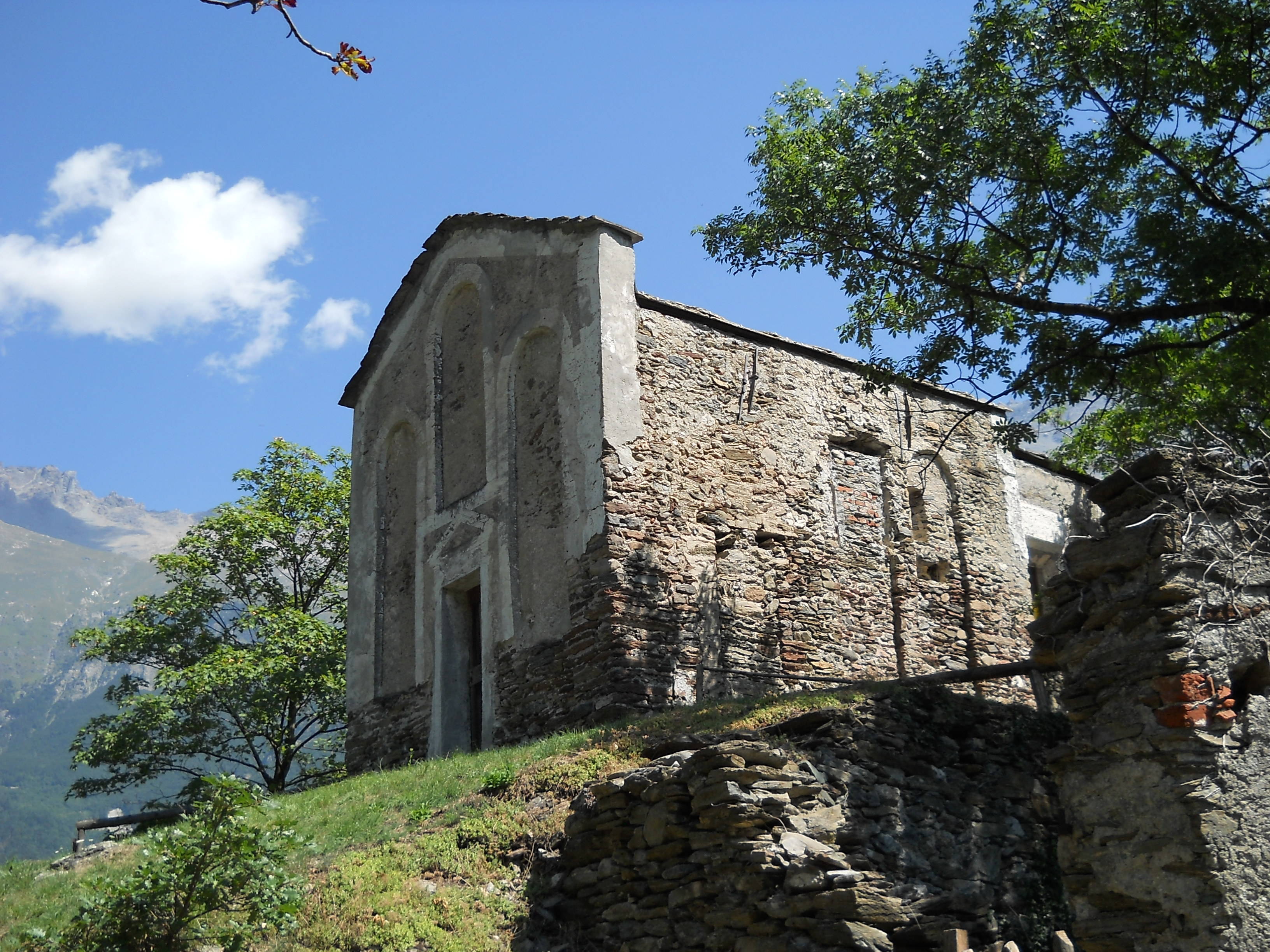
Abbazia di Novalesa, cappella di San Michele

- L'abbazia di Novalesa comprende al suo interno due spazi espositivi: il museo archeologico e il museo del restauro del libro
- Il museo diocesano d'arte sacra presso la parrocchiale in centro paese conserva oggetti sacri provenienti dall'abbazia e dall'ospizio del Moncenisio
- Il museo etnografico comunale presenta una raccolta di oggetti e costumi tipici dell'ambiente agro-silvo-pastorale alpino

### Paesaggio e cascate

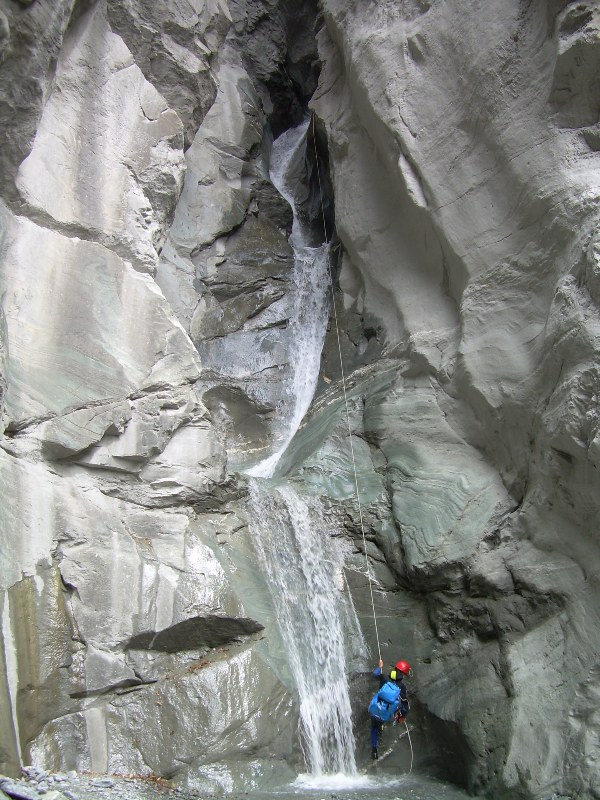
La severa forra del rio Claretto
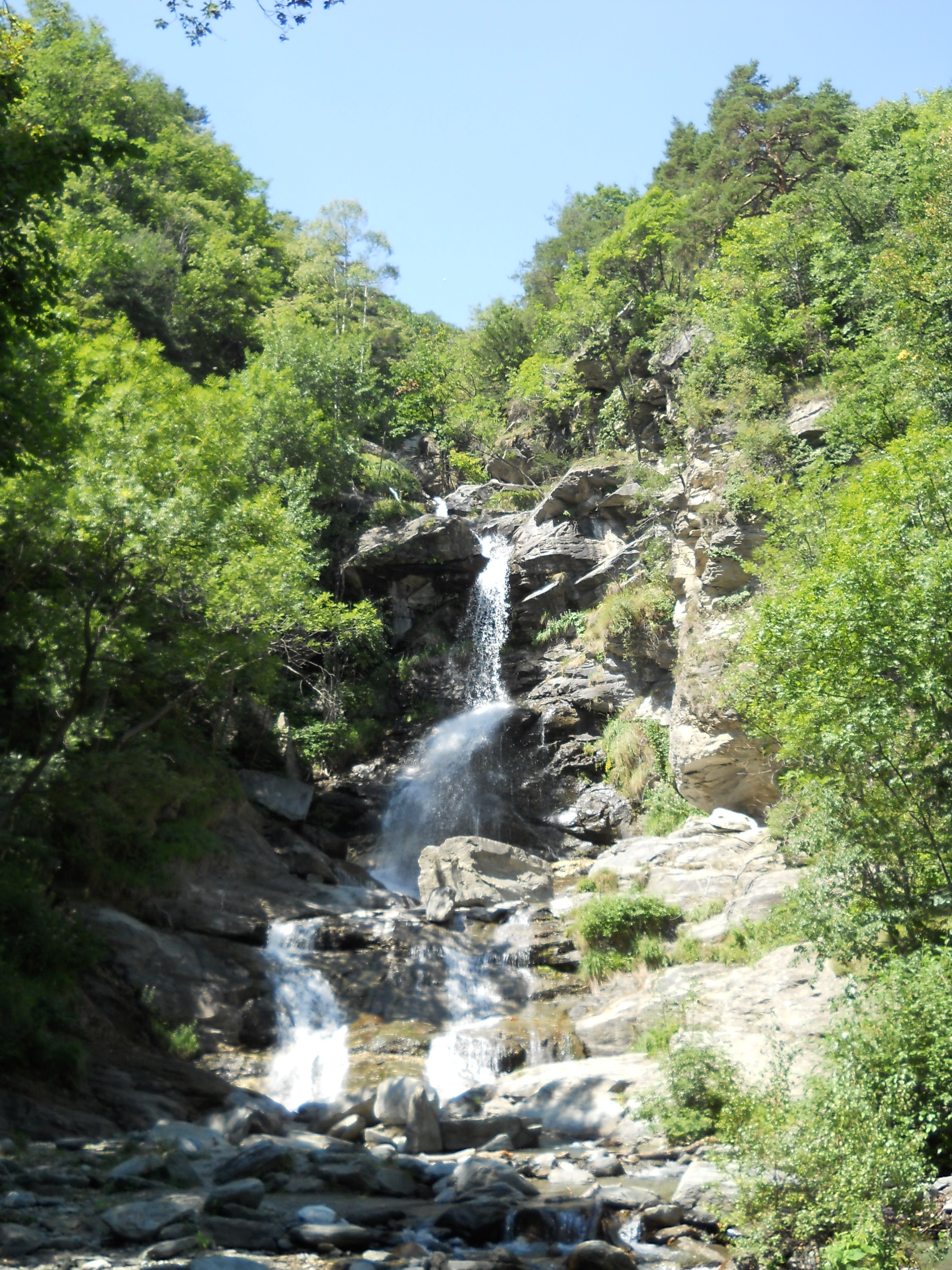
Novalesa cascata Coda di Cavallo

Tutto intorno a Novalesa vi sono le alte cime delle Alpi Graie: significativo il dislivello tra le cime soprastanti l'abitato, poste tra i 3400 e i 3500 metri s.l.m, e il paese, a 828 metri s.l.m.; oltre a definire un paesaggio molto caratteristico, gli scoscesi versanti contribuiscono alla formazione di cascate piuttosto alte, almeno sei delle quali sono sempre visibili, arrivando a più di una decina in periodi particolarmente piovosi. Rilevanti sono le cascate incise dal rio Claretto e dal torrente Marderello (entrambi affluenti del Cenischia) che d'estate sono utilizzate da chi pratica il torrentismo e d'inverno dagli arrampicatori su ghiaccio. Data la quota non molto elevata di questi salti d'acqua (attorno ai mille metri) il ghiaccio si forma solo nei periodi più freddi dell'inverno. Le difficoltà tecniche dell'arrampicata non sono particolarmente elevate tranne che nel caso della cascata detta Fungo magico. Da menzionare per la bellezza in particolari periodi dell'anno anche la cascata Coda di Cavallo nei pressi dell'Abbazia di Novalesa.

## Società

### Evoluzione demografica
Abitanti censiti

### Etnie e minoranze straniere
Secondo i dati ISTAT al 31 dicembre 2009 la popolazione straniera residente era di 12 persone. Le nazionalità maggiormente rappresentate in base alla loro percentuale sul totale della popolazione residente erano:
- Romania 9 (1,56%)

### Eventi di interesse
- Nel mese di marzo (il giorno 13) la tipica processione con l'Arca argentea di S. Eldrado.
- Nel mese di settembre da alcuni anni viene organizzata la manifestazione enogastronomica "Sagra della patata e della toma", appuntamento inserito nel calendario annuale Gustovalsusa.

## Amministrazione
Di seguito è presentata una tabella relativa alle amministrazioni che si sono succedute in questo comune.
| Periodo          | Periodo          | Primo cittadino     | Partito                                  | Carica      | Note          |
| ---------------- | ---------------- | ------------------- | ---------------------------------------- | ----------- | ------------- |
| 5 giugno 1985    | 11 giugno 1990   | Guido Silvestro     | lista civica                             | Sindaco     | [ 13 ]        |
| 11 giugno 1990   | 24 aprile 1995   | Emilio Reynaud      | -                                        | Sindaco     | [ 13 ]        |
| 24 aprile 1995   | 14 giugno 1999   | Guido Silvestro     | -                                        | Sindaco     | [ 13 ]        |
| 14 giugno 1999   | 14 giugno 2004   | Guido Silvestro     | lista civica                             | Sindaco     | [ 13 ]        |
| 14 giugno 2004   | 8 giugno 2009    | Ezio Cesare Rivetti | lista civica                             | Sindaco     | [ 13 ]        |
| 8 giugno 2009    | 26 maggio 2014   | Ezio Cesare Rivetti | lista civica                             | Sindaco     | [ 13 ]        |
| 26 maggio 2014   | 10 dicembre 2017 | Tullio Faletti      | lista civica Insieme per il nostro paese | Sindaco     | [ 13 ] [ 14 ] |
| 10 dicembre 2017 | 10 giugno 2018   | Silvano Moscatelli  | lista civica Insieme per il nostro paese | Vicesindaco | [ 13 ] [ 15 ] |
| 10 giugno 2018   | in carica        | Piera Conca         | lista civica Vivere Novalesa             | Sindaco     | [ 13 ]        |

### Gemellaggi
- Le Monêtier-les-Bains

### Altre informazioni amministrative
Il comune di Novalesa faceva parte della Comunità Montana Valle Susa e Val Sangone.